# Hackmeeting
L'hackmeeting è un incontro annuale sul tema delle nuove tecnologie. Vi prendono parte appassionati di informatica, in particolar modo attivisti delle libertà digitali. Nato a Firenze nel 1998, a partire dal 2000 si svolge regolarmente anche in Spagna e successivamente anche in Bolivia, Santiago del Cile e Messico. Gli hackmeeting d'Italia e Spagna, pur condividendo nome e principi, sono eventi organizzati indipendentemente l'uno dall'altro. In questo tipo d'incontri gli hacklab locali ed altri gruppi socialmente implicati si uniscono per realizzare attività relazionate con l'uso della rete e delle nuove tecnologie da un punto di vista politico e sociale, come conferenze, tavole rotonde, workshops, ecc. Il motivo principale dello svolgersi di queste attività è la diffusione di un tipo di cultura relazionata all'uso del free software.

## L'evento
L'evento dura diversi giorni ed è autogestito e autofinanziato. Si tiene tradizionalmente all'interno di centri autogestiti di città ogni anno diverse. La prima edizione del hackmeeting Italiano è stata quella tenutasi al CPA di Firenze sud, nel 1998.
Ogni incontro è composto da due ambienti: il workshop (ambiente di formazione basato nella condivisione di conoscenza) e il Lanspace (spazio d'incontro informale e creativo). Al hackmeeting vengono trattati diversi argomenti tra cui privacy, copyright, crittografia, intelligenza artificiale, divario digitale, sistemi GNU/Linux e software libero in generale. La rete di Hackmeeting è stata regolata per anni dal DHCP umano. Gli eventi vengono organizzati e preparati attraverso una mailing list. Non esiste quindi un comitato centrale organizzativo: tutti gli interessati possono contribuire sia alla progettazione dell'evento che alla realizzazione pratica.

## Storia

### Hackmeeting Italiano
| Data                            | Città                     | Luogo                                                  | Tagline                                                                 | Sito |
| ------------------------------- | ------------------------- | ------------------------------------------------------ | ----------------------------------------------------------------------- | ---- |
| dal 5 al 7 giugno 1998          | Firenze                   | Centro Popolare Autogestito CPA FI-sud                 | Contro ogni barriera, per la libera circolazione del sapere             | Sito |
| dal 18 al 20 giugno 1999        | Milano                    | CSOA Deposito Bulk                                     | di fronte a un mondo che cambia bisogna cambiare scatola degli attrezzi | Sito |
| dal 16 al 18 giugno 2000        | Roma                      | Csoa Forte Prenestino                                  | Make your choice, take your time, free your life                        | Sito |
| dal 22 al 24 giugno 2001        | Catania                   | CSA Auro                                               | Come to meet Mufhd0                                                     | Sito |
| dal 21 al 23 giugno 2002        | Bologna                   | Teatro Polivalente Occupato                            | Hack your brain                                                         | Sito |
| dal 20 al 22 giugno 2003        | Torino                    | El Barrio                                              | -                                                                       | Sito |
| dal 2 al 4 aprile 2004          | Genova                    | Lab. Buridda                                           | Fight for your knowledge                                                | Sito |
| dal 17 al 19 giugno 2005        | Napoli                    | CSOA Terra Terra                                       | -                                                                       | Sito |
| dal 1 al 3 settembre 2006       | Parma                     | Stabile occupato per l'occasione in strada Buffolara 8 | Building a different net                                                | Sito |
| dal 28 al 30 settembre 2007     | Pisa                      | Centro sociale Rebeldia                                | Ten years nerdcore                                                      | Sito |
| dal 26 al 28 settembre 2008     | Palermo                   | Centro Sociale Occupato Ask191                         | -                                                                       | Sito |
| dal 19 al 21 giugno 2009        | Rho (Milano)              | Centro Sociale SOS Fornace                             | Hack your fear                                                          | Sito |
| dal 2 al 4 luglio 2010          | Roma                      | Centro Sociale Autogestito La Torre                    | Fight control                                                           | Sito |
| dal 24 al 26 giugno 2011        | Firenze                   | Centro Sociale Autogestito nEXt Emerson                | Seize the time                                                          | Sito |
| dal 29 giugno al 1º luglio 2012 | L'Aquila                  | Asilo Occupato                                         | Hack the Town                                                           | Sito |
| dal 7 al 9 giugno 2013          | Cosenza                   | area ex-officine FdC                                   | foraffascinu/foramaluacchiu                                             | Sito |
| dal 27 al 29 giugno 2014        | Bologna                   | spazio pubblico autogestito xm24                       | hack's not dead                                                         | Sito |
| dal 19 al 21 giugno 2015        | Napoli                    | Mensa occupata                                         |                                                                         | Sito |
| dal 3 al 5 giugno 2016          | Pisa                      | Polo Fibonacci dell'Università di Pisa                 |                                                                         | Sito |
| dal 15 al 18 giugno 2017        | Venaus, Val di Susa       | Borgata 8 dicembre                                     |                                                                         | Sito |
| dal 6 all 8 luglio 2018         | Genova                    | LSOA Buridda                                           |                                                                         | Sito |
| dal 30 maggio al 2 giugno 2019  | Firenze                   | nEXt Emerson                                           |                                                                         | Sito |
| dal 10 al 13 settembre 2020     | Roma                      | Csoa Forte Prenestino                                  |                                                                         | Sito |
| dal 3 al 5 settembre 2021       | Bologna                   | Casona di Ponticelli                                   |                                                                         | Sito |
| dal 9 al 11 settembre 2022      | Torino                    | CSOA Gabrio                                            |                                                                         | Sito |
| dal 7 al 10 settembre 2023      | Gallico (Reggio Calabria) | CSOA Cartella                                          |                                                                         | Sito |

#### Firenze 1998

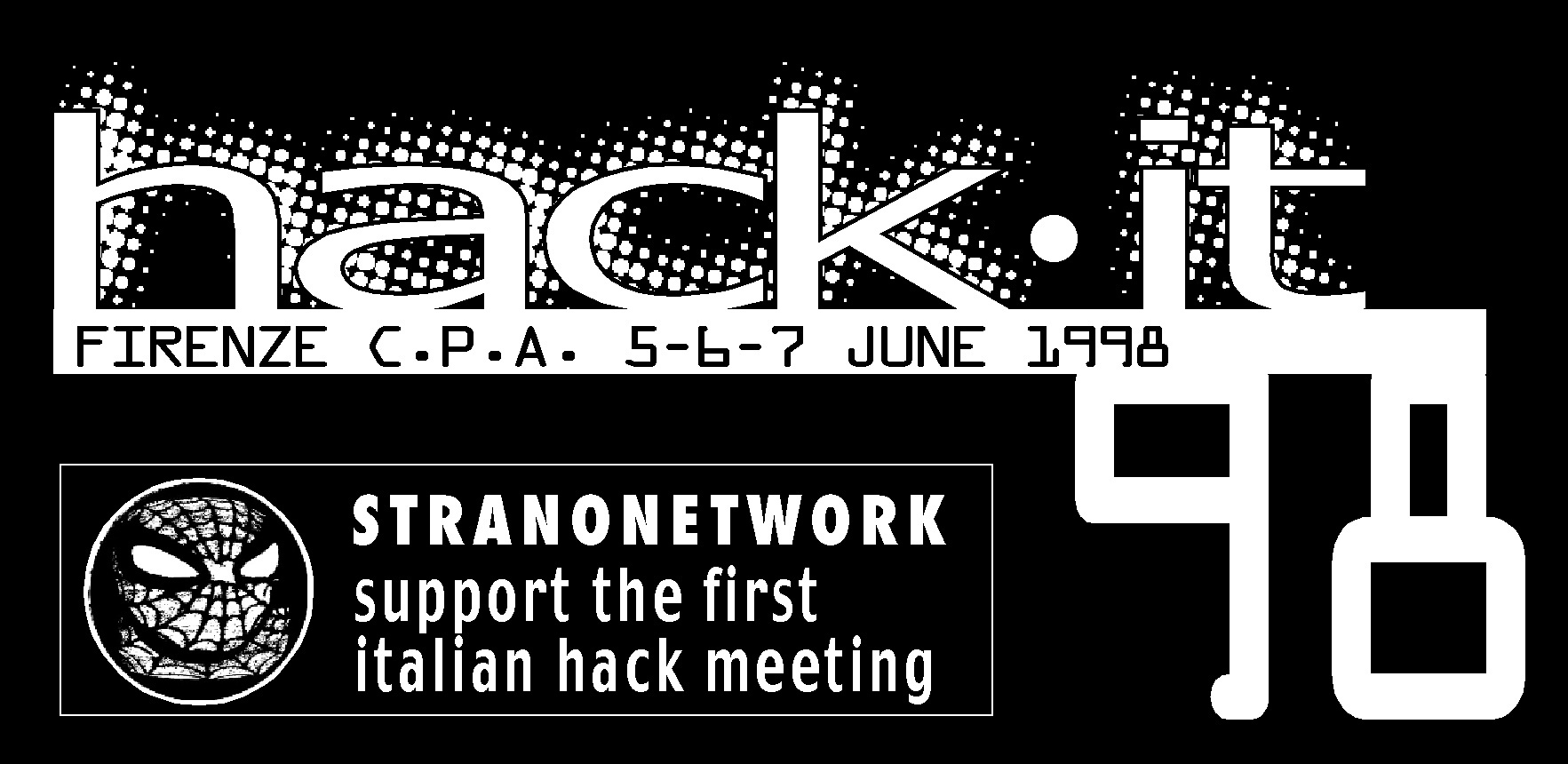
T-Shirt Hackmeeting Firenze 1998

Il primo Hackmeeting viene organizzato al Cpa di Firenze da: Strano Network, mailing list Cyber Rights, Hacklab di Firenze, Avana BBS, ECN, Freaknet, Decoder, Metro Olografix e la rete Cybernet, che decidono di fare un meeting a seguito del primo giro di vite contro gli hacker italiani (il cosiddetto Italian Crackdown del 1994).
I media iniziavano ad accorgersi del fenomeno digitale e identificavano il tentativo di capire la logica delle nuove tecnologie come fenomeno "criminale". La comunità hacker invece voleva sottolineare che il computer era uno strumento di massa, domestico e non solo tecnico-universitario o militare, di controllo o di mercato. L'informazione che passava su quella rete di PC doveva essere libera. Radio Cybernet, prima webradio italiana, trasmetteva i seminari sul web. Da allora, la radio ci sarà praticamente ogni anno.
I tre giorni di Firenze sono quelli in cui nasce l'attuale impianto dell'hackmeeting. Il messaggio era: usciamo dal digitale e portiamo nel reale e alla portata di tutti questioni tecniche e opportunità di comunicazione diretta; siamo noi a dirtelo senza mediazioni (lo slogan "don't hate the media, become the media" da lì a qualche anno avrebbe affiancato "information wants to be free"). Quell'anno esce Kryptonite, un libro che raccoglie howto su strumenti specifici, legati alla privacy e all'anonimato (anonymous remailer, gpg, packet radio).
L'intenzione divulgativa dell'hackmeeting è chiara. All'hackmeeting partecipa tutta la scena più rappresentativa dell'underground italiano. La prima generazione di hacker che si riconosce nel termine non nel senso più comunemente attribuito dai media. Strumenti tecnici: corsi di Linux per principianti e workshop sulla accessibilità delle tecnologie e dei siti.

#### Milano 1999
Organizzato al Deposito Bulk, viene deciso di uscire dalla dimensione dei tre giorni per darsi spazi tutto l'anno, e dare origine agli hacklab dove incontrarsi, avere un laboratorio, condividere il lavoro, divulgare tematiche.
Ospite di rilievo è Wau Holland, membro storico del Chaos Computer Club (CCC), un hacker libertario cofondatore del CCC tedesco. Connessioni internazionali vengono fatte conoscere alla comunità italiana.
Tra i seminari è centrale quello sui protocolli di comunicazione, per capire/spiegare un po' meglio come funzionano i protocolli di rete e quindi dove e perché sono vulnerabili. Un tema che diventerà ricorrente negli hackmeting.

#### Roma 2000
Si svolge al Forte Prenestino, sede di Avana BBS, ed è il primo hackmeeting organizzato con gli hacklab, diventati ormai realtà concrete.
Jaromil si presenta con il software HasciiCam, costruendo le relazioni declinate in altri ambiti come la net art, aspetto artistico, giocoso e capace di critica dell'hacking. È anche un hackmeeting dedicato ai diritti in rete, alla cooperazione sociale, all'accessibilità in rete. Molti i seminari su etica e web.

#### Catania 2001
Si svolge al Freaknet media lab. È l'hackmeeting più intenso dal punto di vista del numero di ore passato sul codice. Vengono presentati il progetto autistici.org/inventati.org come server autogestito che si affiancava a ecn, e Bolic1, che diventerà poi dyne:bolic (the media hacktivist tool). Il Freaknet propone nelle università scientifiche di Catania che si adotti il software libero come software di base e all'hackmeeting viene proposto di estenderlo anche ad altre città. Passeranno per questo meeting anche quelli che poi creano il media center del G8 di Genova. Vengono proposti strumenti e persone che poi si coaguleranno per dare vita a media come Indymedia. Si inizia a parlare di reddito e lavoro nella net economy. Strumenti tecnici: si tiene un seminario di Reverse engineering, ovvero modificare il comportamento di un programma senza conoscere il codice sorgente.

#### Bologna 2002
Organizzato al Teatro Polivalente Occupato. La parola mediattivismo è ormai diffusa, Indymedia è un media consolidato, NGvision rappresenta un archivio video su web consistente, ci sono le telestreet, l'hackmeeting diventa non più solo da hacker ma da attivismo media, e non a caso compaiono le donne. Viene presentato il Progetto Winston Smith. Partecipa Richard Stallman.
Viene testata una prima rete neurale. Viene presentato il libro Hacktivism. La libertà nelle maglie della rete di Arturo Di Corinto e Tommaso Tozzi.
Strumenti tecnici: viene presentato il Retrocomputing ovvero la passione per il recupero dell'hardware.

#### Torino 2003
Si tiene al Barrio. Dal collettivo di donne del sexy shock di Bologna viene posta la questione genere/tecnologie. Alle aule vengono dati nomi storici dell'anarchismo.
Strumenti tecnici: Honeypots, sicurezza informatica sul web sono tra gli argomenti trattati. Wireless diffuso.

#### Genova 2004
Si svolge al Buridda. Si apre ulteriormente l'ambito, vengono presentati seminari di robotica, ma anche sulla prostituzione. E soprattutto a partire da ReLOAd di Milano viene lanciato il concetto di reality hacking, hacking della vita quotidiana e della politica, chiedendo agli hacklab di uscire dagli stretti ambiti nerd per entrare in quelli più allargati dell'agire politico.
Strumenti tecnici: Bluetooth security è uno dei seminari.

#### Napoli 2005
Si tiene al TerraTerra. Viene presentato Open non è free. Comunità digitali tra etica hacker e mercato globale, il secondo libro che esce dalla comunità di hackmeeting, questa volta a firma Ippolita, un gruppo di ricerca indipendente che fa capo a ReLOAd l'hacklab di Milano. Visto che nella società iniziano a circolare i concetti di open source e di software libero, la comunità sente la necessità di approcciare in maniera critica queste tematiche, che sono ormai assorbite anche dal mercato, per interrogarsi sulle possibili vie di fuga.
Strumenti tecnici: introduzione al Phreaking, ovvero come telefonare gratis, dal fischietto di Captain Crunch al vOIP.

#### Parma 2006
Organizzato dal collettivo "Mario Lupo". Gli hacklab non sono più l'elemento principale di organizzazione, ma c'è una percezione più comunitaria, che permette l'occupazione di uno spazio per la durata dell'hackmeeting. L'occupazione prende la forma politica di una zona temporaneamente autonoma (TAZ), anche se c'era la speranza di fare molto di più (tenere il posto, che poi invece verrà sgomberato).
Nell'ambito dei seminari si apre ulteriormente l'applicazione della filosofia hack in ambiti vari, per esempio, Serpica Naro e la licenza open per la produzione materiale, bucare un sistema che non è solo informatico ma reale e di mercato.

Viene presentato in anteprima The darkside of Google, scritto dal gruppo Ippolita, una feroce critica tecnica e interdisciplinare al nascente impero di Google. Il volume uscirà l'anno successivo con il titolo di Luci e ombre di Google. Futuro e passato dell'industria dei metadati, sempre in versione copyleft, per la casa editrice Feltrinelli. Il libro, anche grazie all'aiuto degli hacklab europei, viene tradotto in Francia, in Spagna e in Olanda con il supporto di Geert Lovink, uno dei più noti critici europei delle culture digitali, attraverso I'Institut of Network Culture, che lo mette a disposizione gratuitamente, copyleft in versione integrale.
Strumenti tecnici: Web semantico e Ontologie informatiche; si discute di Copyleft e fightsharing.

#### Pisa 2007
Organizzato presso il Rebeldia. Rispetto all'anno precedente si recupera di nuovo sul profilo internazionale, partecipano Emmanuel Goldstein, esponente della scena americana storica dei phreakers e media hacktivist. Andy Müller-Maguhn, membro del Chaos Computer Club, esordisce dicendo "il CCC nasce come progetto politico", segno di come in Europa sin dal 1982 si considerava il potenziale politico dell'hacking come concetto, Armin Medosh, che fa una ricostruzione storica in chiave marxista dell'evoluzione tecnologica.
Appaiono seminari che impongono una presa di coscienza collettiva ecologica: viene fatto il seminario hack the bread, che riporta l'accento su pratiche politiche anche a livello personale. Viene introdotto lo spazio capanne dei suchi, uno spazio diverso dal workshop, di discussione libera e lavoro in comune.
Strumenti tecnici: Metodi di compromissione dell'anonimato, come difendersi. Voip Security, necessità di attenzione anche su Voip. IPSec, Meccanismi per proteggersi da attacchi basati sull'analisi statistica del traffico (Web site fingerprinting, ecc).

#### Palermo 2008
Organizzato all'AsK 191. Hackmeeting importante per il luogo, conferma uno spirito forte comunitario. L'impronta ecologista continua, si parla di compost, di rifiuti, di energia solare e onde radio. Sharing not exploiting: Prosumer vs. Corporation, riflessione su social network e web 2.0, ritorni economici delle corporation. Dal punto di vista dell'immaginario compare il workshop sullo steampunk, il dopo cyberpunk. Strumenti tecnici: Web semantico, come approccio al web 3.0

#### Milan] (Rho) 2009
Organizzato allo SOS Fornace. Di nuovo l'hackmeeting va a supportare un'autogestione in difficoltà. Lo scenario è Rho, nell'interland milanese devastato dalla speculazione dell'expo, in un enorme capannone vuoto occupato da pochi giorni. Si parla di paura, di creazione della paura e delle vie di fuga dal modello sociale fondato sulla diffidenza e la contesa di risorse indotto da questa paura.
L'icona dell'Hack-IT è il babau, il mostro cattivo delle favole. Si stabilizza tra le tematiche l'interesse per il precariato e modelli di vita conseguenti. Si inaugura la pratica dei "warm-up", seminari introduttivi ad HackMeeting, organizzati durante le settimane immediatamente precedenti sia nella città ospite che nel resto d'Italia.
A livello di immaginario si parla di fantascienza, di retrocomputing e restauro, videogiochi per cellulari, riuso creativo, sintetizzatori autocostruiti, guerrilla gardening ma anche giardinaggio automatizzato.
Strumenti tecnici: streaming audio/video giss, sniffjoke, reti gsm, reti mesh, arduino.

#### Roma 2010
Organizzato al C. S.A La Torre. Si campeggia tra gli ulivi del parco dell'Aniene, alla periferia di Roma, durante un'estate torrida, in uno scenario completamente diverso dai capannoni industriali dell'hinterland milanese dell'anno precedente. Si parla del sempre crescente controllo e degli strumenti da questo utilizzati. Fra i temi centrali la critica al copyright, la sorveglianza digitale e l'autoproduzione. Le tematiche ecologiste rientrano dalla porta principale con il seminario sulle pale microeoliche autocostruite, la presentazione della rete per l'autocostruzione e il seminario sugli orti urbani.
Nel Lanspace si "smanetta" con arduino, un modello di quadricottero radiocomandato, sintetizzatori giocattolo modificati per generare suoni più interessanti, una stampante 3d e tanti access-point wifi in rete mesh (mesh networks).
Ospite dell'HackIt Margaret Killjoy, un autore dello Steampunk Magazine, rivista autoprodotta americana presentata assieme a Ruggine, una rivista autoprodotta italiana di racconti e disegni. Affollatissimo il seminario di pr0n, estensione di Firefox.
Strumenti tecnici: ipv6 e reti mesh, opencv, arduino.

#### Firenze 2011
Alla quattordicesima edizione dell'hackmeeting presso il centro sociale Ex-Emerson di Firenze i temi portanti sono privacy, sicurezza, copyright, GNU/Linux. Ospite d'eccezione l'hacker Richard Stallman, iniziatore del movimento del software libero che si scaglia contro Facebook che non favorisce la condivisione dei contenuti e contro Google perché non garantisce la privacy. Nell'incontro fiorentino è la volta della politica in rete. Partecipa anche il giornalista e scrittore Carlo Formenti che discute di diritti, lavoro, economia, con un folto gruppo di attivisti digitali, ci sono anche programmatori italiani obbligati a emigrare in Irlanda per un posto di lavoro. Partecipano anche i rappresentanti degli indignados spagnoli e nomi storici delle controculture digitali italiane.
Strumenti tecnici: viene presentato n-1 y Lorea, il social network alternativo degli indignados spagnoli.

#### L'Aquila 2012
Organizzato presso l'Asilo Occupato dell'Aquila, in viale Duca degli Abruzzi, l'Hackmeeting italiano del 2012 è stato caratterizzato dalla consueta tre giorni di seminari e workshop sotto lo slogan "Hack the Town", anche in relazione al terremoto dell'Aquila del 2009.
Si parla di apps per smartphone, di privacy nei social network e della presunta sicurezza di reti e dispositivi digitali. Ma anche di "contrasessualità come tecnologia di resistenza", di videocamere di sorveglianza e di retrocomputing.

#### Cosenza 2013
Organizzato nell'area occupata delle ex officine Ferrovie della Calabria, in via Popilia/viale Mancini, dal 7 al 9 giugno.
Il tema scelto è la "iattura del controllo", lo scopo dell'Hackmeeting 2013 è quello di stimolare una nuova saggezza popolare 2.0 per far fronte alle forze avverse che minacciano le libertà di espressione e di condivisione nella rete. Tramite richiami alla tradizione popolare si analizzano le nuove tecnologie con il fine di sottrarle dal controllo di chi vuole monopolizzare lo sviluppo, relegandoci in spazi virtuali sempre più stretti.
L'attività di chi controlla i movimenti in rete, per affari, o per controllo è il tema chiave, ma gli argomenti trattati sono stati molteplici: dal software libero al mediattivismo, dalla privacy alle tecnologie di comunicazione, dalla robotica ai diritti digitali, dalla contrasessualità alle relazioni di inchiesta sui software spia utilizzati da governi e non, tutto questo analizzando in modo critico l'impatto della tecnologia sulle relazioni sociali.
La lista dei seminari è stata ricca e variegata, particolarmente interessanti i seminari sulla sicurezza, tra i quali spiccano il seminario sui malware di boyska, quello sulle honeypot di Ono-Sendai e Kbyte e quello sui managed code rootkit di int80h e spike.
Strumenti tecnici: malware, honeypot, rootkit, anonimato, Raspberry Pi, pentesting

#### Bologna 2014
Dopo 12 anni, il 27-28-29 giugno 2014 l'hackmeeting torna a Bologna nello spazio pubblico autogestito xm24
Il collettivo Ippolita presenta un seminario di crypto genealogia a partire dal loro libro copyleft Nell'acquario di Facebook. La resistibile ascesa dell'anarco capitalismo pubblicato nel 2012.

#### Napoli 2015
Nella Mensa Occupata di via mezzocannone.

#### Pisa 2016
Presso il Polo Fibonacci dell'Università di Pisa.

#### Venaus 2017
Presso lo spazio "Borgata 8 dicembre" del comune di Venaus in Val di Susa.

#### Genova 2018
Presso il Laboratorio Sociale Occupato Autogestito Buridda.

#### Firenze 2019
Presso il CSOA Next Emerson

#### Roma 2020
Presso il CSOA Forte Prenestino

#### Bologna 2021
Presso la Nuova Casa del Popolo di Ponticelli

#### Torino 2022
Presso il CSOA Gabrio, sito in Borgo San Paolo

#### Reggio Calabria 2023
Presso il CSOA Angelina Cartella nel quartiere Gallico

### Hackmeeting spagnolo
- 2000: nel CSO Les Naus[48] (Barcellona).
- 2001: a Udondo Gaztetxea (Lejona)
- 2002: nel Labo03 (Madrid)
- 2003: a Euskal Jai / Iruñako Gaztetxea (Pamplona)
- 2004: nella Casa de la Paz e nel CSOA Casas Viejas (Siviglia)
- 2005: nell'isola di Minorca
- 2006: Mataró, Barcellona, 13, 14 e 15 ottobre de 2006. Parallelamente si tennero altri eventi nelle città di Chicago - e nella Okupa AKI[49] di Santiago del Cile,[50].
- 2007: nella vecchia fabbrica di pistole Astra, Guernica y Luno (Vizcaya), nel ponte del 12 ottobre, con il nome di Hackelarre.
- 2008: La Casa Invisible, Málaga, dal 17 al 19 de ottobre, con il nome di Hackinvisible[51]
- 2009: Patio maravillas, Madrid, dal 9 al 12 de ottobre, con il nome di + Mad Hack[52].
- 2010: Cárcel de Torrero, Saragozza, dal 21 al 24 de Ottobre, con il nome di Goza!hack.
- 2011: Megiahack,  del 21 al 23 ottobre, alla Coruña.
- 2012: HackaFou, Vallbona, dal 12 al 14 ottobre a Ca la Fou
- 2013: HackGaraiak, dal 1 al 3 novembre nel CSOA Txirbilenea di Sestao, Vizcaya.
- 2014: Hackaleda, dal 10 al 13 ottobre a Marinaleda, Siviglia[53]
- 2015: HackNova, dal 6 al 9 novembre a Villanueva i la Geltrú, Barcellona.
- 2016: Hackstone, dal 29 al 31 ottobre en Añorga, San Sebastián.
- 2017: Ingoberhack, nel CSO la Ingobernable[54] dal 12 al 15 ottobre a Madrid.

### Transhackmeeting
Nel 2004 si è svolto anche la prima edizione del Transhackmeeting (25, 26 e 27 luglio), un evento internazionale tenutosi in Croazia nel CSO Monteparadiso di Pola.

### Hackmeeting in Bolivia
- 2010: a La Paz, 14, 15, 16 e 17 ottobre[55].
- 2011: a La Paz, 18, 19 e 20 novembre[55].
- 2012: a Cochabamba, 29 e 30 settembre[56].
- 2013: a Santa Cruz de la Sierra, 10 e 11 agosto[57].
- 2014: a Potosí 27 e 28 settembre[58].
- 2015: a El Alto, 17 e 18 ottobre[59].
- 2016: a Beni, 9, 10, 11 settembre[60]
- 2017: a Santa Cruz de la Sierra, 22-23 settembre[61].
- 2018: a Tarija[62].

### Messico
- Hackmitin 2009: Città del Messico, 10, 11 e 12 ottobre[63] nella Z.A.M.[64]
- Hackmitin 2010: Oaxaca, Oax, il 30 e 31 ottobre e 1º novembre nella Plaza del Carmen Alto e luoghi adiacenti.[65]
- Hackmitin 2011: Ojo de Agua, Estado de México, 28, 29 e 30 novembre[66] nella CEREZA.[67]
- Hackmitin 2012: Puebla, Puebla, 9, 10 e 11 novembre[68] nello Spazio Comunitario Acción Directa Autogestiva (ADA).[69]
- Hackmitin 2013: San Cristóbal de Las Casas, Chiapas. Si è tenuto dal 20 al 22 dicembre nel El Paliacate ne La Caverna, ambedue spazi Comunitari.[70]
- Hackmitin 2014: Querétaro, Qro. Dal 21 al 23 di novembre nella La Casa del Obrero.[71]
- Hackmitin 2015: San Luis Potosí, SLP. Dall'11 al 13 dicembre.[72]
- Hackmitin 2016: a Colima. Dal 9 all'11 dicembre,[73] nello spazio del Colima HackLab.[74]
- Hackmitin 2017: Città del Messico, 27, 28 e 29 ottobre[75], nello spazio del Rancho Electrónico.[76]

### Cile
- 2006: si svolse nell'Okupa Republika550. L'attività si coordino con quella parallela dell'Hackiluro, l'hackmeeting spagnolo di Mataró.
- 2007: si è svolto della Kernelhouse[77] (chiamato Hack'prendiz[78]).
- 2009: il 10, 11, 12 ottobre nella Kernelhouse[77] (chiamato hAckBack).
- 2010: il 9-10 ottobre, sempre nella Kernelhouse[77] (chiamato hAckedrez).